# Mariama Jamanka
Mariama Jamanka (* 23. August 1990 in West-Berlin) ist eine ehemalige deutsche Bobsportlerin und heutige Fernsehmoderatorin. Gemeinsam mit Anschieberin Lisa Buckwitz wurde die Pilotin 2018 Olympiasiegerin im Zweierbob.

## Werdegang

### Sportkarriere
Die Tochter eines Gambiers und einer Deutschen wuchs in Berlin-Reinickendorf auf und legte am dortigen Friedrich-Engels-Gymnasium das Abitur ab. Vor ihrer Wintersportkarriere war sie Leichtathletin bei der LG Nord Berlin, zunächst als Mehrkämpferin, später als Diskus- und Hammerwerferin. Am 11. Mai 2011 erzielte sie ihre Bestleistung im Hammerwurf mit 48,42 m. Auf Anraten ihres damaligen Trainers wechselte sie 2013 als Anschieberin zum Bobsport, nach zwei Jahren wurde sie Bobpilotin.

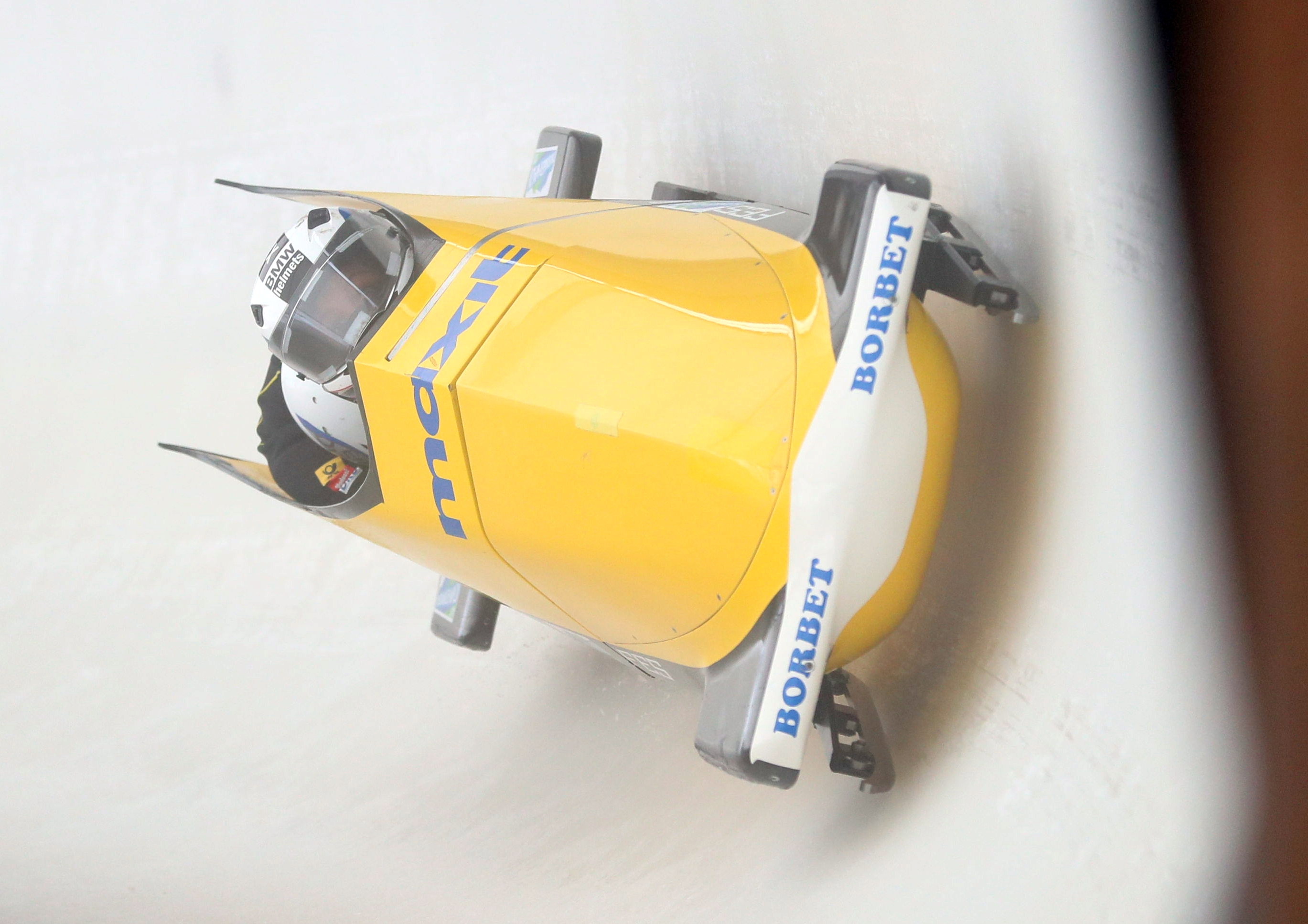
Trainingsfahrt 2018 in Altenberg

Zur Saison 2015/16 wechselte sie vom SC Potsdam zum BSR Rennsteig Oberhof. Am 28. November 2015 gewann sie mit Anschieberin Anne Lobenstein das Europacup-Rennen in Winterberg. Daraufhin wurde sie von Bundestrainer Christoph Langen in den deutschen Weltcupkader berufen und gab mit Anschieberin Franziska Bertels am 11. Dezember 2015 ihr Weltcupdebüt mit einem achten Platz in Königssee. Am 6. Februar 2016 kam sie mit Bertels auf den sechsten Platz bei der Europameisterschaft in St. Moritz. Eine Woche später, am 13. Februar 2016, erreichte sie mit Erline Nolte als Anschieberin den siebten Rang bei der Weltmeisterschaft in Innsbruck. Bei der Europameisterschaft 2017 in Winterberg gewann sie mit Anschieberin Annika Drazek den Titel und wurde beim gleichzeitig ausgetragenen Weltcuprennen hinter Elana Meyers Taylor Zweite und erreichte damit auch ihr erstes Podiumsresultat im Weltcup. Daraufhin wurde sie im Teamwettbewerb der Weltmeisterschaft 2017 zusammen mit der Anschieberin Franziska Bertels, dem Männer-Bob von Johannes Lochner und Christian Rasp sowie den Skeleton-Fahrern Axel Jungk und Jacqueline Lölling Weltmeisterin.

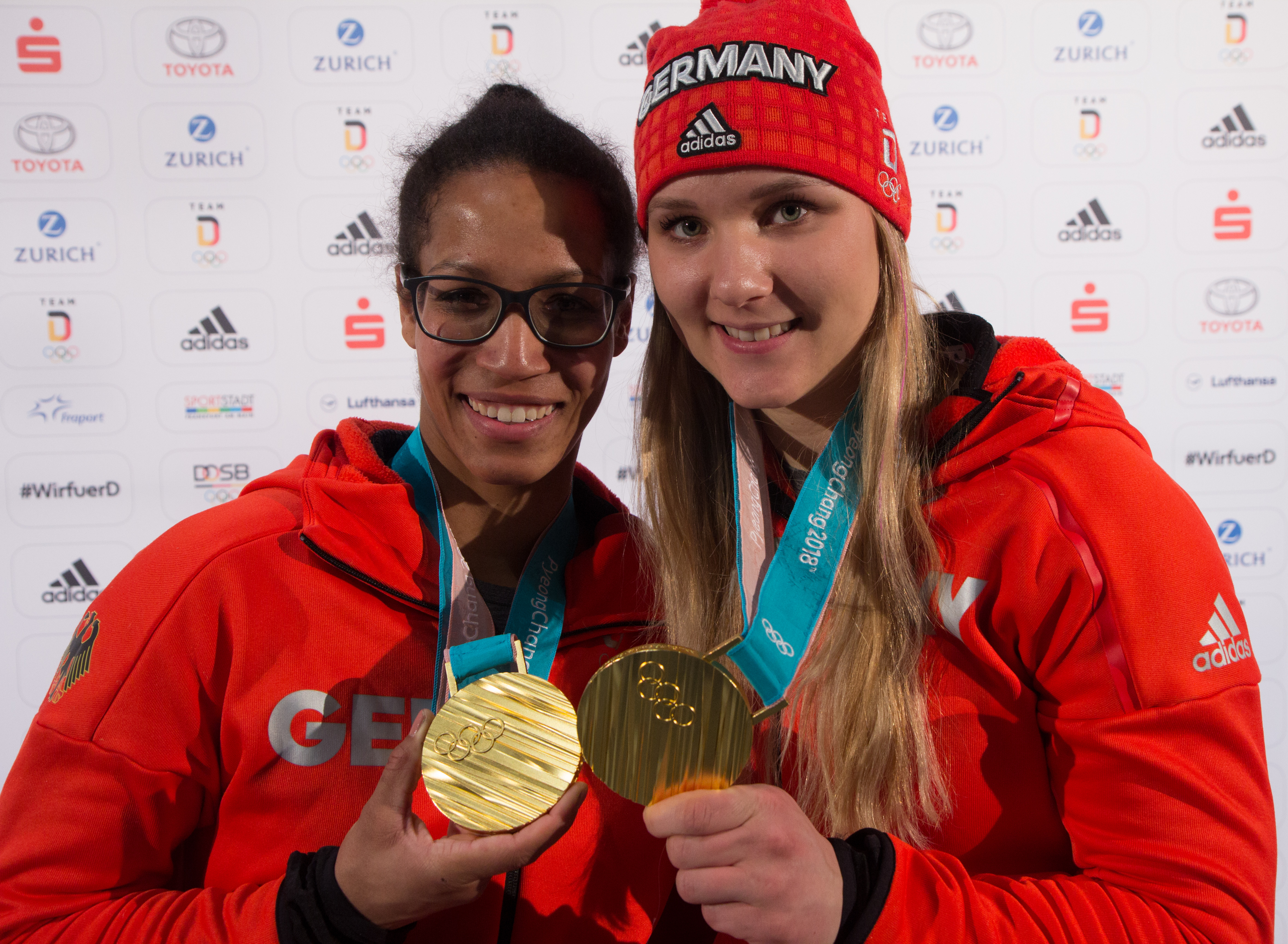
Jamanka mit Lisa Buckwitz (2018)

Vor den Olympischen Winterspielen 2018 in Pyeongchang wurde Jamankas Anschieberin Annika Drazek von Bundestrainer René Spies der Pilotin Stephanie Schneider zugeteilt, die als die aussichtsreichere deutsche Fahrerin galt. Im Gegenzug wurde Schneiders bisherige Anschieberin Lisa Buckwitz Jamanka zugeordnet.
Jedoch konnten sich Jamanka und Buckwitz im olympischen Bobwettbewerb am 20. und 21. Februar 2018 gegen die Konkurrenz durchsetzen und wurden Olympiasiegerinnen.
Für den Gewinn der Goldmedaille bei den Olympischen Winterspielen 2018 erhielt sie am 7. Juni 2018 das Silberne Lorbeerblatt. Dieses erhielt sie erneut am 30. Mai 2022 für den Gewinn der Silbermedaille bei den Olympischen Winterspielen 2022.
Am 28. Oktober 2018 wurde Mariama Jamanka mit Anschieberin Annika Drazek erstmals Deutsche Meisterin. Im Dezember konnte sie im lettischen Sigulda ihr erstes Weltcup-Rennen gewinnen. Mit insgesamt vier Weltcupsiegen gewann Jamanka mit ihren Anschieberinnen in der Saison 2018/19 den Gesamtweltcup und wurde am 3. März 2019 mit Annika Drazek Weltmeisterin in Whistler / Kanada.
Bei den Olympischen Winterspielen 2022 in Peking gewann sie nach einem 13. Platz im Monobob mit Anschieberin Alexandra Burghardt hinter Laura Nolte die Silbermedaille im Zweierbob. Am 13. April 2022 verkündete Jamanka ihren Rücktritt vom aktiven Sport.
Während ihrer Bobkarriere lebte Jamanka ab 2013 in Thüringen und war bis September 2022 Sportsoldatin der Bundeswehr in der Sportfördergruppe Oberhof, wo sie den Dienstgrad eines Oberfeldwebels bekleidete. Im Sommer 2022 zog sie in ihre Heimatstadt Berlin zurück und begann ein Psychologiestudium an der Freien Universität.

### Nach der Sportkarriere
Nach ihrer aktiven Laufbahn arbeitete sie als Co-Kommentatorin und Interviewerin bei Bobsportübertragungen im Ersten. Seit Anfang 2024 moderiert Jamanka den Sportblock im vom Mitteldeutschen Rundfunk produzierten ARD-Mittagsmagazin.

## Erfolge

### Weltcupsiege
Zweierbob Damen
| Nr. | Datum         | Ort            | Bahn                                              | Anschieberin  |
| --- | ------------- | -------------- | ------------------------------------------------- | ------------- |
| 1.  | 8. Dez. 2018  | Sigulda        | Rennrodel- und Bobbahn Sigulda                    | Annika Drazek |
| 2.  | 9. Jan. 2019  | Altenberg      | Rennschlitten- und Bobbahn Altenberg              | Annika Drazek |
| 3.  | 12. Jan. 2019 | Königssee      | Kombinierte Kunsteisbahn am Königssee             | Annika Drazek |
| 4.  | 23. Feb. 2019 | Calgary        | Bob- und Rennschlittenbahn im Canada Olympic Park | Annika Drazek |
| 5.  | 18. Jan. 2020 | Innsbruck-Igls | Olympia Eiskanal Igls                             | Annika Drazek |
| 6.  | 21. Nov. 2020 | Sigulda        | Rennrodel- und Bobbahn Sigulda                    | Vanessa Mark  |